# We Are the Ark
We Are the Ark är den svenska glamrockgruppen The Arks debutalbum, utgivet den 25 september 2000. Albumet toppade den svenska albumlistan och den första singeln, "It Takes a Fool to Remain Sane" vann en grammis för årets låt år 2000. Övriga singlar var "Echo Chamber",  "Joy Surrender" och "Let Your Body Decide".

## Låtlista
Alla låtar är skrivna och komponerade av Ola Salo. 
| Nr           | Titel                          | Längd |
| ------------ | ------------------------------ | ----- |
| 1.           | Hey Modern Days                | 3:50  |
| 2.           | Echo Chamber                   | 3:39  |
| 3.           | Joy Surrender                  | 3:57  |
| 4.           | It Takes a Fool to Remain Sane | 4:12  |
| 5.           | Ain't Too Proud to Bow         | 4:59  |
| 6.           | Bottleneck Barbiturate         | 3:16  |
| 7.           | Let Your Body Decide           | 3:13  |
| 8.           | Patchouli                      | 2:38  |
| 9.           | This Sad Bouquet               | 5:06  |
| 10.          | Angelheads                     | 3:23  |
| 11.          | Laurel Wreath                  | 3:46  |
| 12.          | You, Who Stole My Solitude     | 5:04  |
| Total längd: | Total längd:                   | 46:36 |

## Medverkande
| The Ark - Martin Axén – gitarr, kör, trummor - Jepson – gitarr, banjo - Leari – elbas, kör, vocoder - Ola Salo – sång, klaviatur, gitarr - Sylvester Schlegel – trummor, slagverk, kör, gitarr, piano Övriga medverkande - Jens Andersson – tamburin - Sven Andersson – flöjt, saxofon - Måns Block – slagverk - Christopher Dominique – Rhodes-piano - Marco Manieri – synt, tamburin - Filip Runesson – stråk - Niklas Stenemo – piano, gitarr | Produktion - Marco Manieri – producent, mixning, ljudtekniker - Henrik Jonsson – mastering Omslag - Peter Engqvist – design - Lars Heydecke – foto |

## Listplaceringar
| Lista (2000-2001) | Topplacering |
| ----------------- | ------------ |
| Sverige           | 1            |